# زگون (استان وارمی-ماسوری)
زگون (به لهستانی:  Zgon) یک روستا در لهستان است که در گمینا پیتسکی واقع شده‌است. زگون ۱۵۰ نفر جمعیت دارد.